# MobyGames
MobyGames és un pàgina web dedicada a catalogar videojocs, antics i actuals. El web conté una extensiva base de dades d'informació sobre els videojocs. Ha estat nominat per la Webby Award com a millor lloc web de videojocs (Best Game-related Website) per la International Academy of Digital Arts and Sciences l'11 d'abril del 2006.